# Historiehuis Roermond

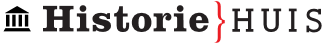
Beeldmerk

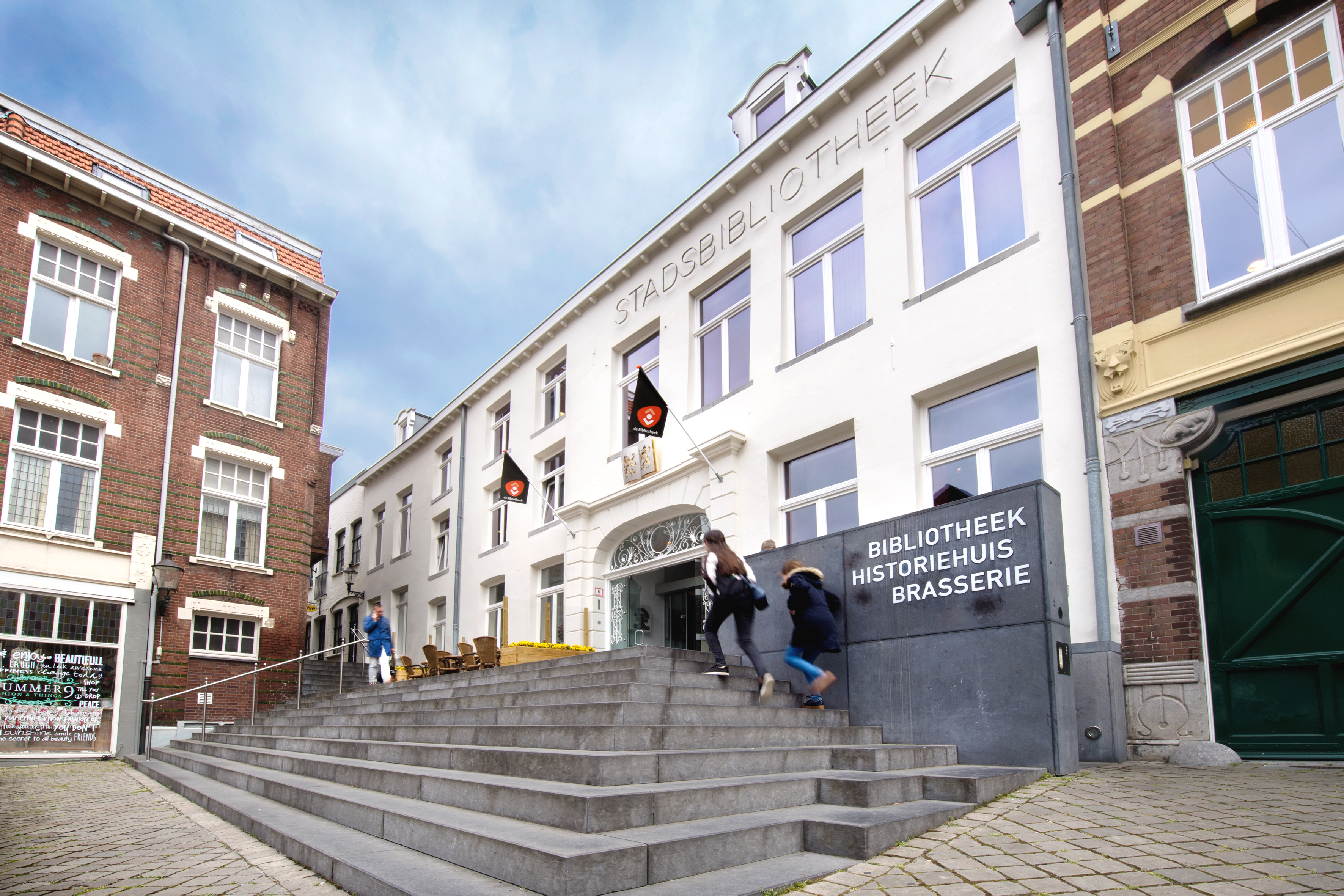
Entree van het Historiehuis

Het Historiehuis is een museum in de Limburgse stad Roermond, gevestigd in het BiblioRura-pand aan de Neerstraat. Het geeft een beeld van de stadsgeschiedenis van Roermond. 

## Geschiedenis
Het Historiehuis is in 2011 geopend nadat het Stedelijk Museum Roermond was opgesplitst in drie delen: het Cuypershuis, het Historiehuis en de collectie moderne kunst van de gemeente Roermond.

## Tentoonstellingen
De vaste tentoonstelling 'Roermond, stad met een andere geschiedenis' op de begane grond geeft een overzicht van de geschiedenis van Roermond vanaf de prehistorie tot nu. In het souterrain zijn tijdelijke exposities over uiteenlopende historische thema's te zien. In 2023 is dat de tentoonstelling 'Stroomafwaarts' over vondsten uit de Maas.

## Collectie
Het museum bezit een collectie van een kleine 5500 objecten die te maken hebben met de geschiedenis van de stad. Deze collectie is opgeslagen in het depot van het Cuypershuis.